# Watching the River Flow
«Watching the River Flow» es una canción del músico estadounidense Bob Dylan, publicada en el álbum recopilatorio Bob Dylan's Greatest Hits Vol. II. Fue compuesta y grabada durante la primavera de 1971 en los Blue Rock Studios de Nueva York y producida por Leon Russell. La grabación fue publicada como sencillo el 3 de junio de 1971, con «Spanish is the Loving Tongue» como cara B, y alcanzó el top 40 en varios países, además del puesto 51 en la lista Billboard Hot 100. Fue también incluida en el recopilatorio Bob Dylan's Greatest Hits Vol. II, publicado en noviembre de 1971, así como en otros recopilatorios posteriores de Dylan. Desde 1987, Dylan ha interpretado la canción en sus conciertos con frecuencia.
La canción ha sido versionada por artistas como the Earl Scruggs Revue, Steve Gibbons, Colin James, y el propio Russell. En 2011, el músico Ben Waters publicó una versión que contó con la presencia de cinco miembros de The Rolling Stones como tributo al antiguo pianista del grupo, Ian Stewart.

## Grabación
Entre 1967 y 1970, Dylan grabó y publicó cuatro álbumes que incorporaron elementos del country rock: John Wesley Harding, Nashville Skyline, Self Portrait y New Morning, todos ellos producidos por Bob Johnston. Durante las sesiones de New Morning, Dylan dejó de trabajar con Johnston, y en su siguiente trabajo preguntó a Leon Russell si podía ayudarle a encontrar un nuevo sonido. Russell sugirió a Dylan fuese a los Blue Rock Studios de Nueva York, donde grabó por primera vez con un productor independiente ajeno al círculo de Columbia Records.
Russell reunió un grupo de acompañamiento que incluyó a Carl Radle, Jesse Ed Davis y Jim Keltner. Durante la sesión, Dylan grabó varias versiones, entre ellas «That LuckyOld sun» y «Spanish Harlem», así como dos temas originales: «When I Paint My Masterpiece» y «Watching the River Flow». Russell recuerda que en el desarrollo de la canción, la pista básica se grabó primero, antes de componer cualquier letra o melodía. La pista se basó en improvisaciones realizadas durante la sesión. La música de «Watching the River Flow» fue descrita por varios críticos como un «sonido con potencia de blues» «que incluyó trabajos abrasadores de guitarra y un piano rockabilly de Russell», así como una «canción rockera enérgica y funky-gospel». Más tarde, durante la sesión, Dylan escribió la letra y la melodía, que le llevó diez minuto. El biógrafo Clinton Heylin anotó que Dylan había tomado prestados versos de «The Water is Wide» y «Old Man» para la composición.
Cuatro meses y medio después de la sesión, el 1 de agosto, Russell fue parte del grupo de acompañamiento que respaldó a Dylan en The Concert for Bangladesh, organizado por George Harrison. En noviembre de 1971, Russell acompañó a Dylan de nuevo en el estudio para grabar su siguiente sencillo, «George Jackson», en la cual tocó el bajo.

## Publicación
«Watching the River Flow» fue publicado como sencillo el 3 de junio de 1971, con «Spanish is the Loving Tongue» como cara B. «Spanish is the Loving Tongue» también apareció posteriormente, en una versión alternativa, en el álbum Dylan. En los Estados Unidos, Columbia Records promocionó el sencillo con un anuncio a página completa en la revista Billboard con el título: «Watching the River Flow», a unique new single by Bob Dylan.
La canción alcanzó el top 40 en Canadá, Países Bajos y Reino Unido, y llegó al puesto 41 en la lista estadounidense Billboard Hot 100. Paul Grein, de la revista Billboard, comenzó que supuso el segundo sencillo consecutivo de Dylan, después de «Wigwam», en no entrar en el top 40 en los Estados Unidos. El 17 de noviembre de 1971, «Watching the River Flow» fue recopilado en el álbum Bob Dylan's Greatest Hits Vol. II. Posteriormente fue incluido en los recopilatorios Greatest Hits, Vol. 1–3 (2003), Playlist: The Very Best of Bob Dylan '70s (2009), The Essential Bob Dylan (2009), y Beyond Here Lies Nothin': The Collection (2011).

## Personal
- Bob Dylan: voz, guitarra y armónica
- Leon Russell: piano
- Jesse Ed Davis: guitarra
- Don Preston: guitarra
- Carl Radle: bajo
- Jim Keltner: batería

## Posición en listas
| País           | Lista             | Posición |
| -------------- | ----------------- | -------- |
| Canadá         | RPM Singles Chart | 19       |
| Estados Unidos | Billboard Hot 100 | 41       |
| Países Bajos   | Dutch Top 100     | 18       |
| Países Bajos   | Dutch Top 40      | 24       |
| Reino Unido    | UK Singles Chart  | 24       |